# ジョゼフ・コーネル
ジョゼフ・コーネル（Joseph Cornell、1903年12月24日 - 1972年12月29日）はアメリカのアーティストで、アッサンブラージュの先駆者の一人。シュルレアリスムに影響を受けた。前衛的な実験映画の制作者でもある。

## 生涯
ニューヨーク州のナイアックで、テキスタイルデザイナーで小売商のジョゼフと幼稚園教諭のヘレンとの間に生まれた。4人兄弟の第1子で、妹のエリザベス(1905年生)、ヘレン(1906生)、弟のロバート(1910生)がいた。両親共にオランダの名望家の家柄出身で、ニューヨーク州に老舗を構えていた。父が1917年に亡くなり、残された家族は苦しい生活を強いられ、同州クイーンズ行政区へ転居した。マサチューセッツ州のフィリップス・アカデミーに入学したが卒業しなかった。アカデミーでの3年半を除いて、生涯のほとんどを同州ユートピア・パークウェイの小さな木造の家で、母と小児脳性麻痺の弟と暮らした。彼の人生は弟の世話に捧げられた。
ジョゼフは知らない人に対し臆病な性格だったので、孤立した環境でアートを独学した。女優ローレン・バコールに恋をしたが、シャイな性格ゆえ叶わなかった。後年もニューヨーク州から滅多に出なかった。しかし、女性と話すのは好きで、多数のバレリーナと親交があったが、奇特な性格ゆえ交際には発展しなかった。一方で、草間彌生とは親友で、彼女に捧げた作品を複数発表している。
1920年代には家業である織物卸業を引き継ぎ家計を支えたが、世界恐慌により1931年に倒産し、訪問販売へと転向した。数年後母の知人の伝で、布地のデザインをする非正規職を得た。1940年代には育種所で働く一方、Harper's Bazaar、View、Dance Indexのカバーとレイアウトのデザインや、雑誌のデザインを請け負った。
ジョゼフの代表作はアッサンブラージュの箱である。素材を組み合わせアートワークを作るための助手として学生や芸術家を雇った。このころ、コラージュや映画制作者とのコラボレーションに目覚めた。1967年サンテグジュペリ『星の王子さま』の原画を2、3点保有していることを明らかにした。
弟ロバートは1965年に、母ヘレンは1966年に亡くなった。ジョゼフは1972年、69歳の誕生日の数日後に心臓の病で亡くなった。遺産は画商の手に渡り、売却益や著作権を保護するため「the Joseph and Robert Cornell Memorial Foundation」が設立された。

## 箱
コーネルの代表作は身の回りにあるもので作られたアッサンブラージュの箱である。前面がガラス板で閉じられたシンプルな箱の中に、コレクションしてきた膨大な数の写真、骨董、本の1ページを入れ、構成した箱である。ごみやがらくた、廃棄物ではなく、古本屋や古着屋に頻繁に通って見つけた昔の美しいものや貴重な品に美を見出し、箱の中に詩を作った。シュルレアリスムの技法を用い、理性によらずに並置されたものからなるこの箱は、静謐で詩情豊かで、ノスタルジアを感じさせる。
コーネルはマックス・エルンストやルネ・マグリットを高く評価していたが、自らをシュルレアリストとみなさなかった。シュルレアリズムは黒魔術であるが、自分の芸術は白魔術であると言っていた。それでも第二次世界大戦中アメリカにおいてシュルレアリストの先導的な存在となり、のちにポップアートとインスタレーションの先駆者として有名になった。
箱、コラージュ、実験映画の制作に加え、自分が興味を持っている160以上のテーマについてビジュアルドキュメントファイルを管理・維持し、箱に入れる素材として使用し、また、インスピレーションを得ていた。文献を読むことで1940年代から1960年のニューヨークのアートシーンに精通するようになったが、アートの正式な教育は生涯受けなかった。

## その後の影響
オランダのポップバンド The Nits は1992年のアルバム「Ting」の中の曲「Soap Bubble Box」で、ニューヨーク近代美術館で見たコーネルの箱について歌っている。
アメリカのシンガーソングライター Mary Chapin Carpenter は1996年のアルバム「A Place in the World」の中の曲「Ideas are like stars」をコーネルのクリエイティブな人生をイメージして書いた。
イギリスのバンド The Clientele は2001年のデビューアルバム「Suburban Light」に「Joseph Cornell」という歌を盛り込んだ。
アメリカの作家ジョナサン・サフラン・フォアの詩集「A Convergence of Birds」はコーネルの作品にインスパイアされて書いたフィクションと詩である。
アメリカの短編小説家 Robert Coover の2002年の「The Grand Hotels〈of Joseph Cornell〉」は、コーネルの一連の箱「ホテル」シリーズについての短編集である。
アメリカの劇作家 Charles L. Mee の2006年の劇「Hotel Cassiopeia」はコーネルの人生を下敷きにしている。
アメリカの小説家アン・タイラーの1974年の「Celestial Navigation」はコーネルが制作した架空のリフをモチーフにしている。
SF作家ウィリアム・ギブスンの1986年の小説「カウント・ゼロ」は、コーネルの箱によく似た謎の箱を発見したことを物語の要素にしている。
カナダの詩人・劇作家 Michael Redhill の処女小説「Martin Sloane」はコーネルに似た作品を作る架空のコラージュアーティストについての話である。